# Jérusalem
Jérusalem (I Lombardi) er en opera af Giuseppe Verdi, komponeret i 1847. 